# Historia de Gabón
La historia de Gabón antes del contacto con los europeos es bastante desconocida, aunque el arte tribal sugiere una rica herencia cultural. La arqueología ha encontrado en su territorio restos culturales de una antigüedad de al menos 9000 años. Se cree que los primeros pobladores fueron los pigmeos.

## Época precolonial

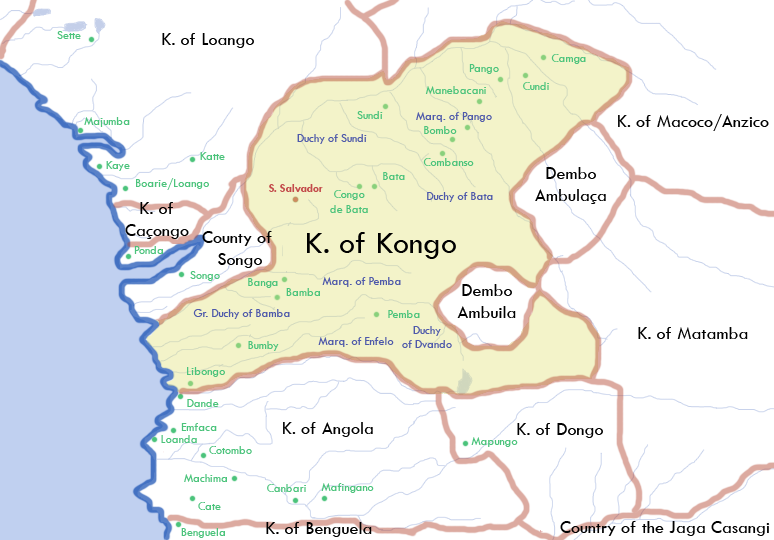
Reinos de Loango y Kongo, las principales potencias regionales que ejercieron influencia entre los siglos y sobre el territorio de Gabón.

Los pueblos autóctonos del moderno Gabón son pueblos bantúes, aunque tanto la evidencia lingüística como arqueológica apunta que los pobladores originales de Gabón tenían otro origen étnico. Si bien, no se conoce específicamente qué tipo de pueblos habrían poblado Gabón antes del II milenio a. C., se considera que habrían estado filogenéticamente relacionados con los pigmeos modernos o los pueblos khoisán.
Se estima que la expansión bantú habría alcanzado Gabón durante el II milenio a. C., cuando pueblos que hablaban lenguas bantúes habrían entrado en el actual territorio de Gabón. Las principales subfamilias bantúes que ocupan el actual Gabón son las lenguas kele-tsogo, las lenguas teke-mbere y las lenguas sira, por lo que los antecesores de esos grupos de lenguas bantúes, habrían formado los principales grupos étnicos del antiguo Gabón. Y durante el I milenio a. C., los bantúes habrían alcanzado el Congo y Angola.
Los primeros visitantes europeos de Gabón fueron comerciantes portugueses que llegaron en 1472 y llamaron al país por la palabra portuguesa gabão, un abrigo con mangas y capucha semejante a la forma del estuario del río Komo. La costa se convirtió en centro de trata de esclavos. Comerciantes neerlandeses, británicos y franceses vinieron en el siglo XVI.
La principal potencia regional durante el siglo XVI fue el reino de Loango cuya influencia se habría extendido hasta el sur del actual Gabón. Más al sur el reino de Kongo habría mantenido relaciones comerciales con pueblos de Gabón.

## Época colonial francesa

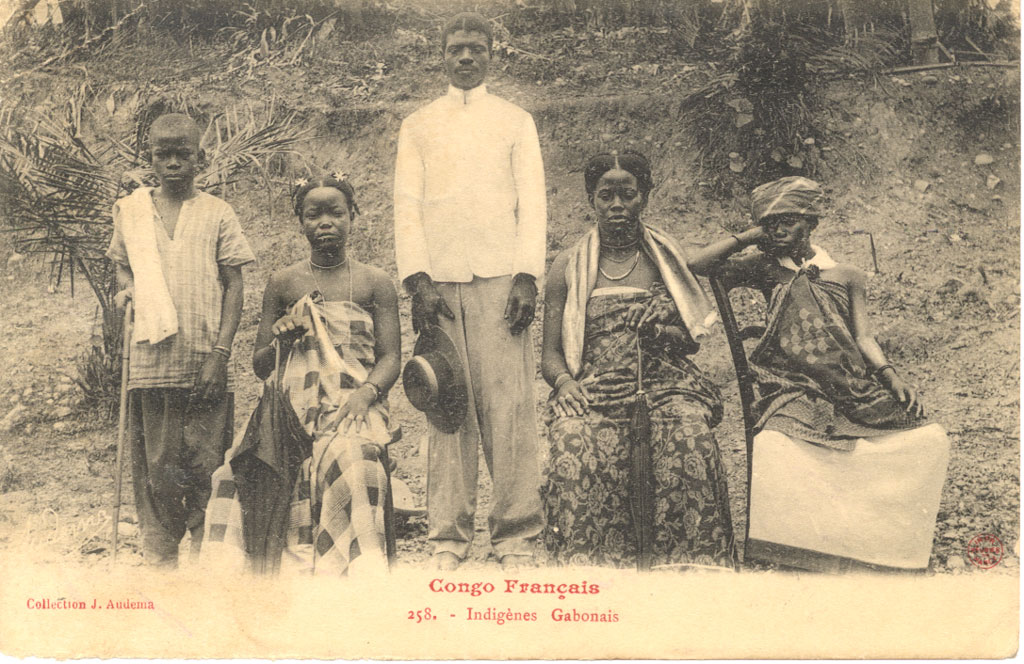
"Congo francés. Nativos de Gabón": fotografría del período colonial, c.1905

Francia asumió el estatus de protector al firmar tratados con los jefes costeros gaboneses en 1839 y 1841. Misioneros estadounidenses de Nueva Inglaterra establecieron una misión en Baraka (ahora Libreville) en 1842. En 1849, los franceses capturaron un barco de esclavos y liberaron a los pasajeros en la boca del río Komo. Los esclavos llamaron a su pueblo Libreville, "pueblo libre".
Algunos exploradores franceses penetraron en las densas selvas de Gabón entre 1862 y 1887 para conocer más sobre el interior, hasta entonces desconocido. Entre ellos destaca Savorgnan de Brazza, quien usó a guías y portadores gaboneses en su búsqueda del nacimiento del río Congo. Francia ocupó Gabón en 1885 pero no la administró hasta 1903. En 1910, Gabón se convirtió en uno de los cuatro territorios del África Ecuatorial Francesa, una federación que sobrevivió hasta 1959. Los territorios se hicieron independientes el 17 de agosto de 1960, formando la República Centroafricana, Chad, Congo Brazzaville y Gabón.

## Gabón independiente
El primer presidente de Gabón elegido en 1961 fue Léon M'ba, con El Hadj Omar Bongo como su vicepresidente. 
En la madrugada del 18 de febrero de 1964 se produjo un golpe de Estado, encabezado por el teniente de Paracaidistas, Essone Valere y el teniente de la Gendarmería, Jacques Mombo. En nombre de un Comité Revolucionario Militar, se apoderaron de los puntos clave de la capital y del Palacio Presidencial, donde obligaron al presidente a firmar su dimisión. Al día siguiente, fuerzas aerotransportadas francesas, tomaban la ciudad, sus puntos neurálgicos y restablecían al presidente en la plenitud de sus poderes. La dependencia de las tropas galas, fue era tal que el 1 de marzo estas sofocaron directamente las manifestaciones que se produjeron en la capital contra las condiciones de vida y las medidas gubernamentales.
Cuando M'Ba falleció en 1967, Bongó lo reemplazó como mandatario según una reciente ley según la cual el vicepresidente sucedería inmediatamente al presidente en caso de fallecimiento de éste. Bongó estableció un sistema de partido único, el Partido Democrático Gabonés (PDG), y fue el jefe de Estado desde entonces hasta su muerte, el 8 de junio de 2009.
En 1990 el país se abrió a un régimen multipartidista, y tras las elecciones de ese año ingresaron a la Asamblea Nacional representantes de cinco partidos opositores al PDG. En 1993 Bongó fue reelecto, pero presionado por el gobierno francés, aceptó convocar a nuevas elecciones.
Un referéndum realizado por los pitos en 1995 le dio la facultad de reformar la constitución, cuya nueva versión dio lugar a las elecciones presidenciales y legislativas de 1997. Al año siguiente fue reelecto, mientras cumplía 31 años ininterrumpidos en el poder. Su amigo, Jean-François Ntoutoume, fue designado primer ministro.

### SigloXXI
El presidente Bongo logró reelecciones fáciles en diciembre de 1998 y noviembre de 2005, con amplias mayorías de votos en contra de una oposición dividida. Si bien los principales oponentes de Bongo rechazaron el resultado como fraudulento, algunos observadores internacionales caracterizaron los resultados como representativos a pesar de las irregularidades percibidas. Las elecciones legislativas celebradas en 2001-2002, que fueron boicoteadas por varios partidos de oposición más pequeños y fueron ampliamente criticadas por sus debilidades administrativas, produjeron una Asamblea Nacional dominada casi por completo por el PDG y aliados independientes.Omar Bongo murió en un hospital español el 8 de junio de 2009.
Su hijo Ali Bongo Ondimba fue elegido presidente en las elecciones presidenciales de agosto de 2009. Fue reelegido en agosto de 2016, en elecciones empañadas por numerosas irregularidades, arrestos, violaciones de derechos humanos y violencia poselectoral.
El 24 de octubre de 2018, Ali Bongo Ondimbao fue hospitalizado en Riad por una enfermedad no revelada. El 29 de noviembre de 2018, Bongo fue trasladado a un hospital militar en Rabat para continuar con su recuperación. El 9 de diciembre de 2018, el vicepresidente de Gabón, Moussavou, informó que Bongo sufrió un derrame cerebral en Riad y desde entonces dejó el hospital en Rabat y actualmente se está recuperando en una residencia privada en Rabat. Desde el 24 de octubre de 2018, no se ha visto a Bongo en público y, debido a la falta de pruebas de que esté vivo o muerto, muchos habían especulado si realmente está vivo o no. El 1 de enero de 2019, Bongo dio su primer discurso público a través de un video publicado en las redes sociales desde que se enfermó en octubre de 2018, lo que puso fin a los rumores de que estaba muerto.
El 7 de enero de 2019, los soldados en Gabón lanzaron un fallido intento de golpe de Estado.
El 11 de mayo de 2021, una delegación de la Commonwealth visitó Gabón mientras Ali Bongo visitaba Londres para reunirse con el secretario general de la organización, que reúne a 54 países de habla inglesa. El presidente Bongo expresó la voluntad de Gabón de unirse a la Commonwealth.
Ali Bongo fue derrocado el 30 de agosto de 2023 por un golpe de Estado liderado por el general Brice Oligui.